# Jimmy Gabriel
James Gabriel, conosciuto comunemente come Jimmy Gabriel (Dundee, 18 ottobre 1940 – Phoenix, 10 luglio 2021) è stato un calciatore e allenatore di calcio scozzese, di ruolo centrocampista.

## Carriera

### Giocatore

#### Club
Ha giocato nella prima divisione scozzese ed in quella inglese (che ha vinto nella stagione 1962-1963), oltre che nella NASL e nelle serie minori inglesi.
Nel 1974 si trasferisce negli Stati Uniti d'America per giocare con la neonata franchigia NASL dei Seattle Sounders. Militerà nei Sounders sino al 1979, divenendone anche allenatore dal 1977, ottenendo come miglior risultato il raggiungimento della finale nella North American Soccer League 1977, persa contro i N.Y. Cosmos.

#### Nazionale
Tra il 1960 ed il 1962 ha giocato due partite con la maglia della nazionale scozzese.

### Allenatore
Ha allenato per molti anni nella NASL. Nel 1980 venne ingaggiato come allenatore della Phoenix Fire, franchigia della American Soccer League, ma che fallì prima dell'inizio della stagione 1980.
In due diverse occasioni è stato allenatore ad interim dell'Everton (conquistando complessivamente un pareggio e sei sconfitte nella prima divisione inglese nell'arco delle due esperienze), club in cui aveva anche trascorso sette anni da calciatore e sette anni come vice allenatore.

## Palmarès

### Giocatore

#### Competizioni nazionali
- Campionato inglese: 1

Everton: 1962-1963
- Coppa d'Inghilterra: 1

Everton: 1965-1966
- Community Shield: 1

Everton: 1963

#### Competizioni regionali
- Forfarshire Cup: 1

Dundee: 1959-1960